# Wederopbouwarchitectuur

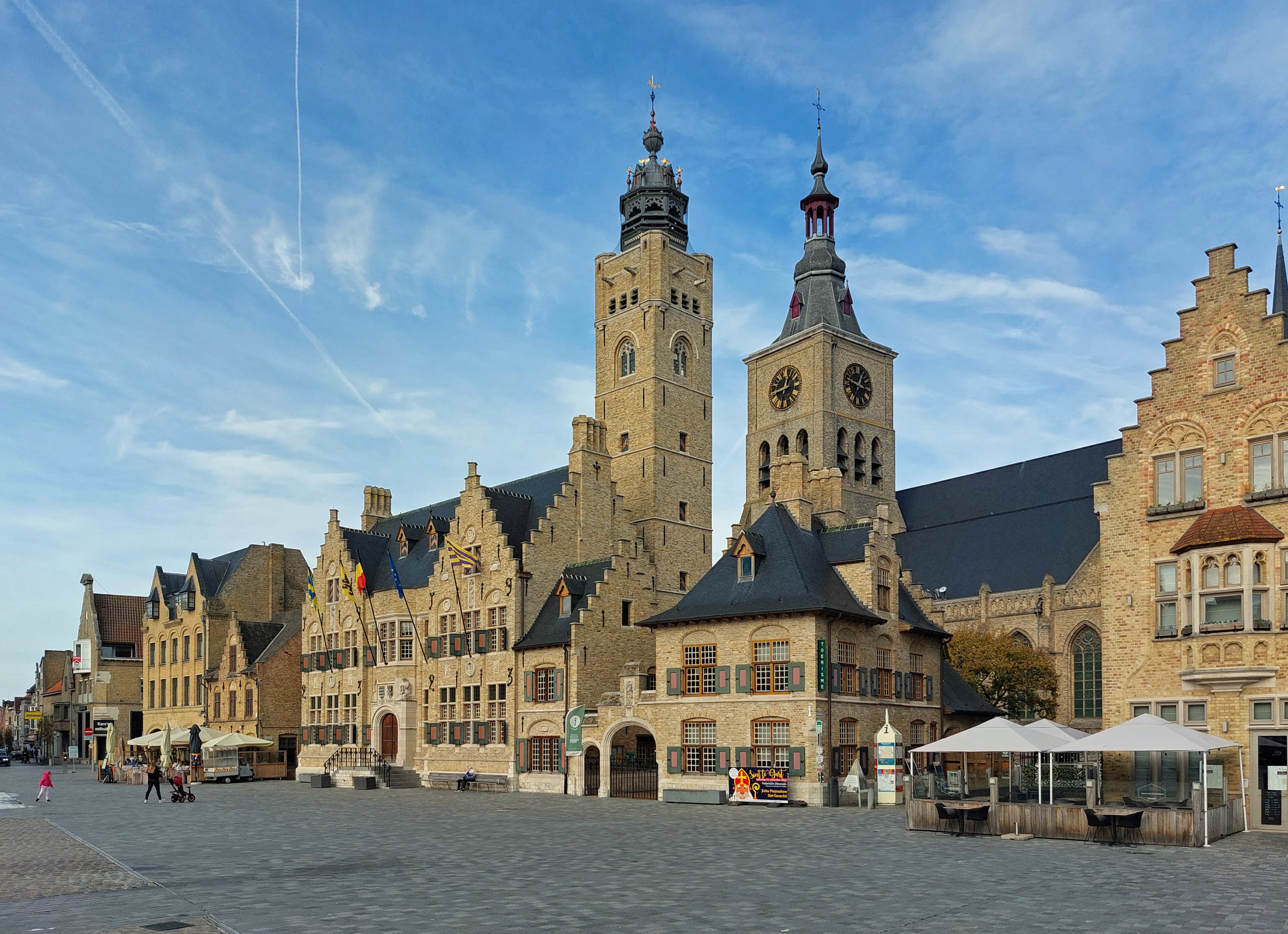
Gereconstrueerde Markt van Diksmuide

Wederopbouwarchitectuur zijn de bouwstijlen waarin gebouwen worden opgetrokken bij de heropbouw van een gebied na oorlogsvernielingen. In België gaat het dan specifiek om de periode direct na de Eerste Wereldoorlog, in Nederland om de periode na de Tweede Wereldoorlog.

## België

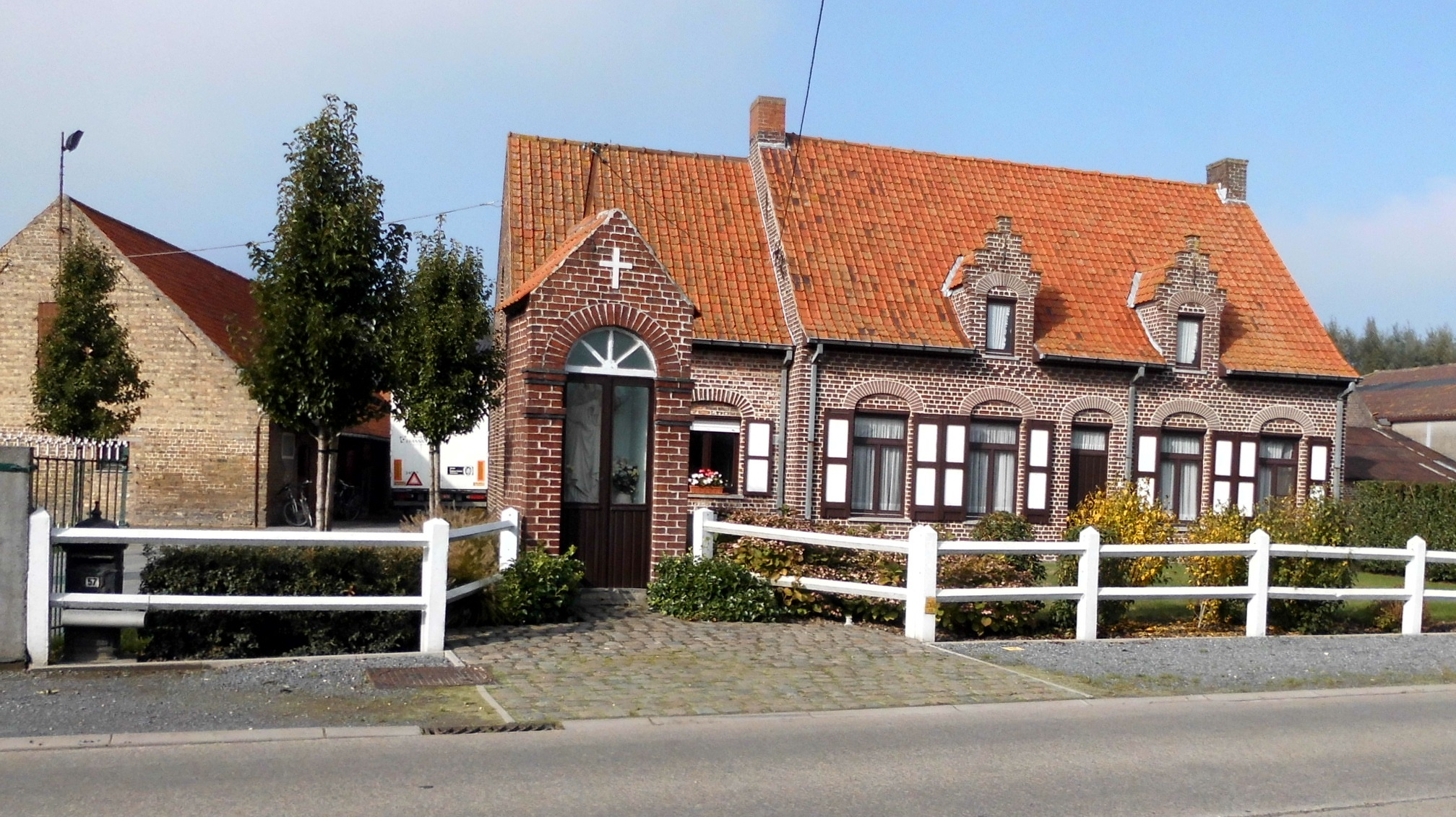
Wederopbouwhoeve in Handzame, West-Vlaanderen

In Vlaanderen, vooral in de Westhoek die zwaar werd vernield tijdens de Eerste Wereldoorlog, slaat de term vooral op de gebouwen die werden opgetrokken in de jaren twintig. Hierbij werden historische gebouwen en kerken vaak sober gereconstrueerd of heropgebouwd naar de plannen of het uitzicht van de oorspronkelijke gebouwen. De gewone huizen werden heropgetrokken in een bouwstijl die vooral was geïnspireerd op de baksteengotiek en de lokale renaissancestijlen. Meestal is het aantal vernieuwende of originele elementen beperkt, en vaak werden zelfs traditionele regionale elementen sterker benadrukt dan bij de originele vooroorlogse bebouwing het geval was. In de dorpen sloot de wederopbouw aan op de dorpsarchitectuur van voor de oorlog. Het gemeentehuis werd vaak herkenbaar in een "historiserende" stijl heropgetrokken. De wederopgebouwde hoeves volgden de indeling en het uitzicht van de vooroorlogse bewaarde hoeves, al was dit soms dichter bij de openbare weg.

## Nederland

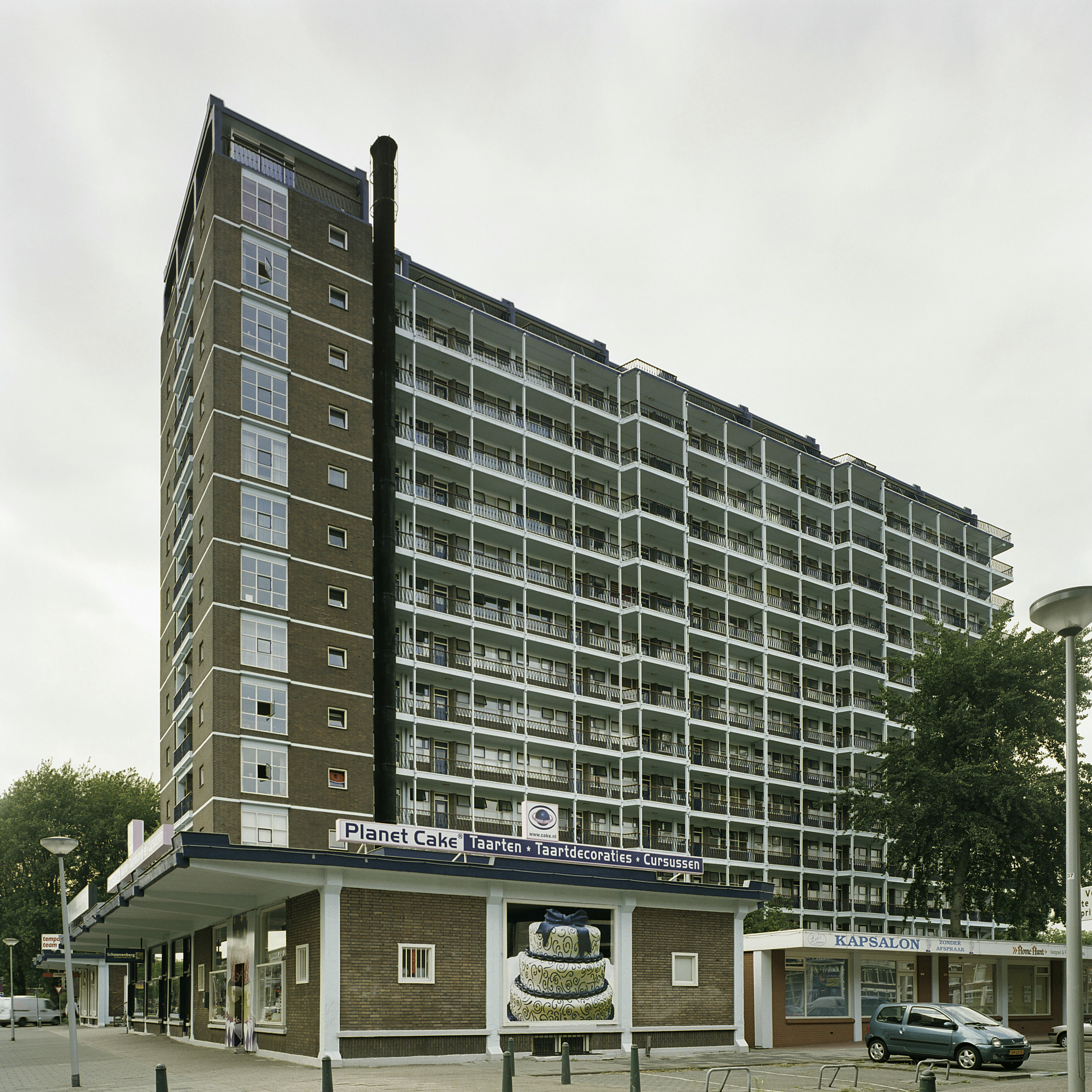
Zuidpleinflat Rotterdam (1949)

In Nederland wordt de term wederopbouwboerderij vanaf 1940 gebruikt voor vervangende nieuwbouw met eenzelfde basisarchitectuur van door oorlogsgeweld vernielde boerenbedrijven. Na 1945 komt de wederopbouwperiode op gang, een tijd met onder andere massale bouwwerkzaamheden. Dit betreft ook de totstandkoming van vele nieuwe woonwijken ter bestrijding van de heersende woningnood. Kenmerkend is het experimenteren met een industriële aanpak van het bouwen. Een van de eerste wijken waar dit op grote schaal gebeurde was de wijk Kleinpolder in Rotterdam-Overschie. Een typische kerk in deze stijl is de Hofkerk in Delft.

### Monumenten
In 2007 maakte toenmalig minister van Onderwijs, Cultuur en Wetenschap Ronald Plasterk bekend om 100 bouwwerken uit de periode 1940-1958 voor erkenning als rijksmonument voor te dragen. De meeste objecten in deze Top 100 zijn daadwerkelijk nadien erkend, een klein aantal is afgewezen. In 2013 volgde de voordracht van 90 werken uit de late wederopbouwperiode (1959-1965).